# Anthophora alfkenella
Anthophora alfkenella är en biart som beskrevs av Hermann Priesner 1957. Anthophora alfkenella ingår i släktet pälsbin, och familjen långtungebin. Inga underarter finns listade i Catalogue of Life.